# Spanarna
Spanarna är ett radioprogram grundat 1988. Det sänds varje fredagseftermiddag sedan 2002 i Sveriges Radio P1. Programmet, som till och med vårsäsongens utgång år 2023 leddes av Ingvar Storm, samlar en trio "spanare" som varje vecka presenterar tendenser i nutiden för varandra och lyssnarna. Hösten 2023 togs programledarskapet över av fem personer, omväxlande, nämligen Kattis Ahlström, Johar Bendjelloul, Kristian Luuk, Per Sinding Larsen och Karsten Thurfjell.

## Programidé
En panel med tre personer (spanare) försöker avläsa tendenserna i nutiden, för att sedan presentera sina framtidsvisioner för lyssnarna. För en tes krävs minst tre belägg.

## Historik
Spanarna började som en programpunkt i Metropol i P3. Programledare var Ingvar Storm och Niklas Levy. Den första sändningen ägde rum 16 september 1988, med Johan Helmertz, Susanne Ljung och Staffan Dopping som spanare. År 1989 blev Helena von Zweigbergk, Jacob Dahlin och Jonas Hallberg en mer eller mindre fast spanartrio. Hösten 1991 avled Jacob Dahlin och efterträddes av Jonas Gardell. Till följd av att Metropol lades ned, gjorde Spanarna ett uppehåll under 1992.
I januari 1993 återkom dock Spanarna i programmet Storm och Levy. 1994, efter att Storm och Levy hade lagts ned, blev Spanarna ett eget radioprogram.
Boken Spanarna. På spaning efter den tid som kommer, där tolv spanare presenteras, kom 1999. Januari 2002 bytte Spanarna kanal från P3 till P1.
Under 2000-talet har nya namn kommit att ingå i den återkommande spanarensemblen. 2003 inledde Per Naroskin, Sissela Kyle och Johan Hakelius sina spaningar. Under decenniet blev även Göran Everdahl, Jessika Gedin och Gabriella Ahlström flitiga spanare.
Efter några år med nedbantad programlängd återkom Spanarna 2007 i sitt sedan tidigare invanda 43-minutersformat. Denna längd möjliggör inledande allmänna betraktelser samt att varje spanare lugnt kan redogöra för de tre beläggen som hör ihop med spaningstesen.
2014 tilldelades programmet Rose d'Or vid Montreuxfestivalen i den nyinrättade kategorin online- och radioprogram.
Den 22 juni 2023 tillkännagav Sveriges Radio att Ingvar Storm skulle leda sin sista sändning av Spanarna dagen därpå, fredagen den 23 juni 2023 (midsommarafton).

## Produktion och distribution
Programmet sänds vanligtvis direkt från studio 13 i Radiohuset i Stockholm. Sista avsnittet före sommaruppehållet brukar dock sändas från ett annat ställe, och på hösten sänds ofta ett program från Bok- och biblioteksmässan i Göteborg. Enstaka sändningar kan också ske från andra mässevenemang.
Sedan 1996 sänder Radio Sweden Spanarna över Europa och Nordafrika via satellit, och från och med 1997 kan man lyssna på programmet via internet – sedan 2005 även som poddradio.
Signaturmelodin för programmet är The Incantation av Danny Elfman från filmmusiken till Beetlejuice.

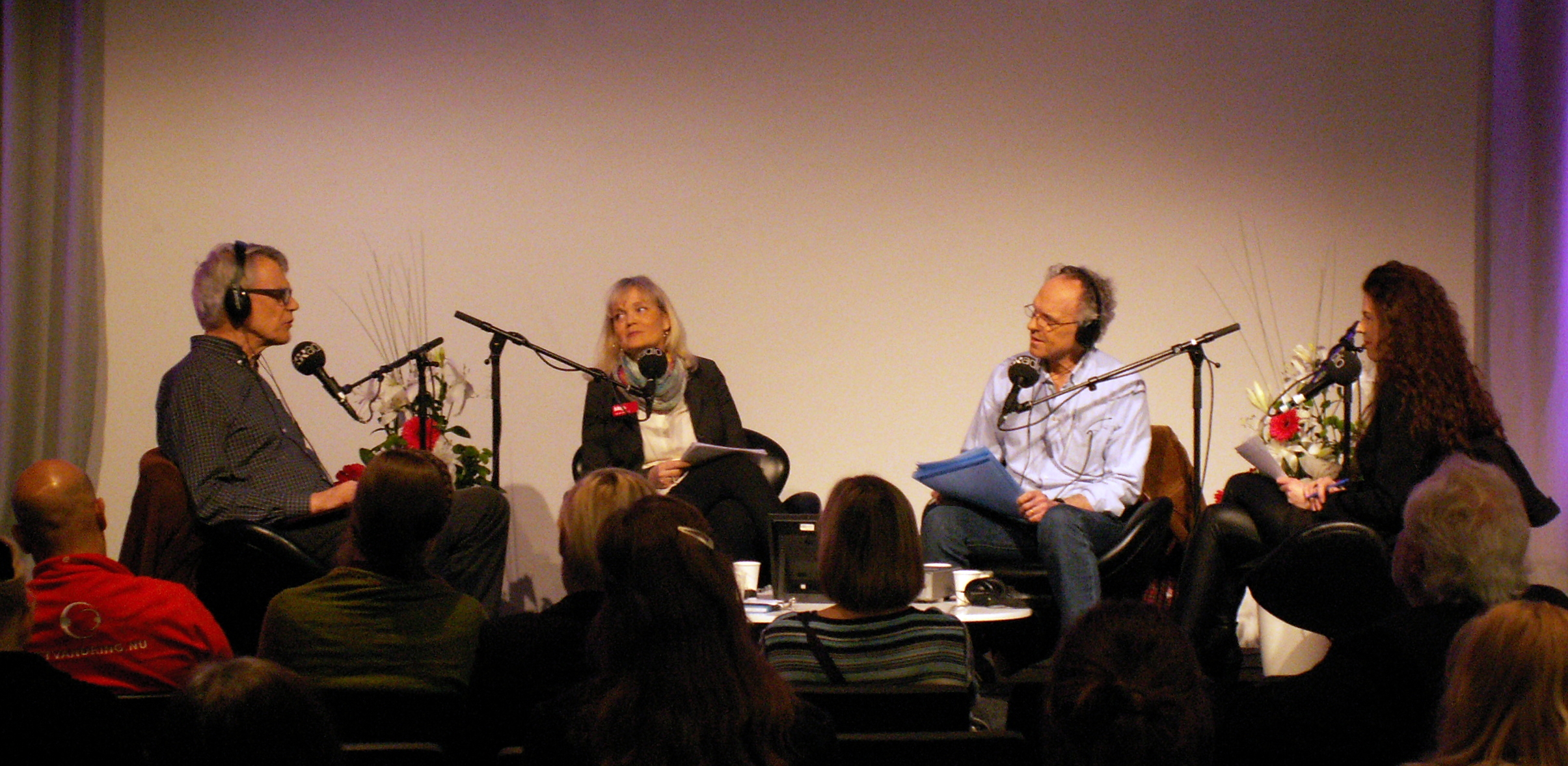
Spanarna-sändningen 6 mars 2015, på Mediedagarna 2015 på Svenska Mässan. Från vänster: Jonas Hallberg, Gabriella Ahlström, Ingvar Storm och Jessika Gedin.

## Återkommande spanare (urval)
- Agnes Lidbeck
- Annika Sundberg
- Calle Norlén*
- Fredrik Sjöberg*
- Gabriella Ahlström*
- Göran Everdahl*
- Helena von Zweigbergk*
- Jacob Dahlin
- Jane Magnusson
- Jessika Gedin*
- Johan Hakelius*
- John Chrispinsson
- Jonas Gardell
- Jonas Hallberg*
- Jonathan Lindström*
- Katarina Barrling
- Lasse Anrell
- Maja Aase*
- Martin Timell
- Niklas Källner
- Nina Lekander
- Patrik Hadenius
- Per Naroskin*
- Peter Englund
- Po Tidholm
- Sissela Kyle*
- Staffan Dopping
- Steffo Törnquist
- Susanne Ljung
- Täppas Fogelberg

* = 2010-talet

## Källhänvisningar
1. ↑  ”Spanarna i P1 tar tempen på samtiden och sikte på framtiden – säsongsstart med nya programledare”. News Powered by Cision. 26 augusti 2023. https://news.cision.com/se/p1-sveriges-radio/r/spanarna-i-p1-tar-tempen-pa-samtiden-och-sikte-pa-framtiden---sasongsstart-med-nya-programledare,c3824412. Läst 26 augusti 2023.
2. 1 2 3 4 5 6  Storm, Ingvar (2005-09-05/2008): "Spanarna - en kort historik". sverigesradio.se. Läst 17 mars 2015.
3. ↑  Pressmeddelande 2014-09-17 Sveriges radio (läst 25 april 2017)
4. ↑  Ett, Studio (22 juni 2023). ”Ingvar Storm slutar på Spanarna”. Sveriges Radio. https://sverigesradio.se/artikel/ingvar-storm-slutar-pa-spanarna. Läst 22 juni 2023.